# August 1980
Portal Geschichte | Portal Biografien | Aktuelle Ereignisse | Jahreskalender | Tagesartikel

◄ |
19. Jahrhundert |
20. Jahrhundert
| 21. Jahrhundert

◄ |
1950er |
1960er |
1970er |
1980er
| 1990er | 2000er | 2010er | ►

◄ |
1976 |
1977 |
1978 |
1979 |
1980
| 1981 | 1982 | 1983 | 1984 | ►

◄ |
Mai 1980 |
Juni 1980 |
Juli 1980 |
August 1980 |
September 1980 |
Oktober 1980 |
November 1980 |
►
Dieser Artikel behandelt aktuelle Nachrichten und Ereignisse im August 1980.

## Tagesgeschehen

### Freitag, 1. August 1980
- Berlin/Deutschland: Die Polizei nimmt im Bezirk Wedding den ersten Sekretär der irakischen Botschaft in der DDR sowie dessen Fahrer fest und verhindert damit einen Anschlag auf das Jugendgästehaus in der Hochstraße, in dem momentan eine kurdische Jugendorganisation eine Tagung abhält.[1]
- Reykjavik/Island: Die parteilose Frauenrechtlerin Vigdís Finnbogadóttir wird in das Amt der Staatspräsidentin eingeführt.[2]

### Samstag, 2. August 1980

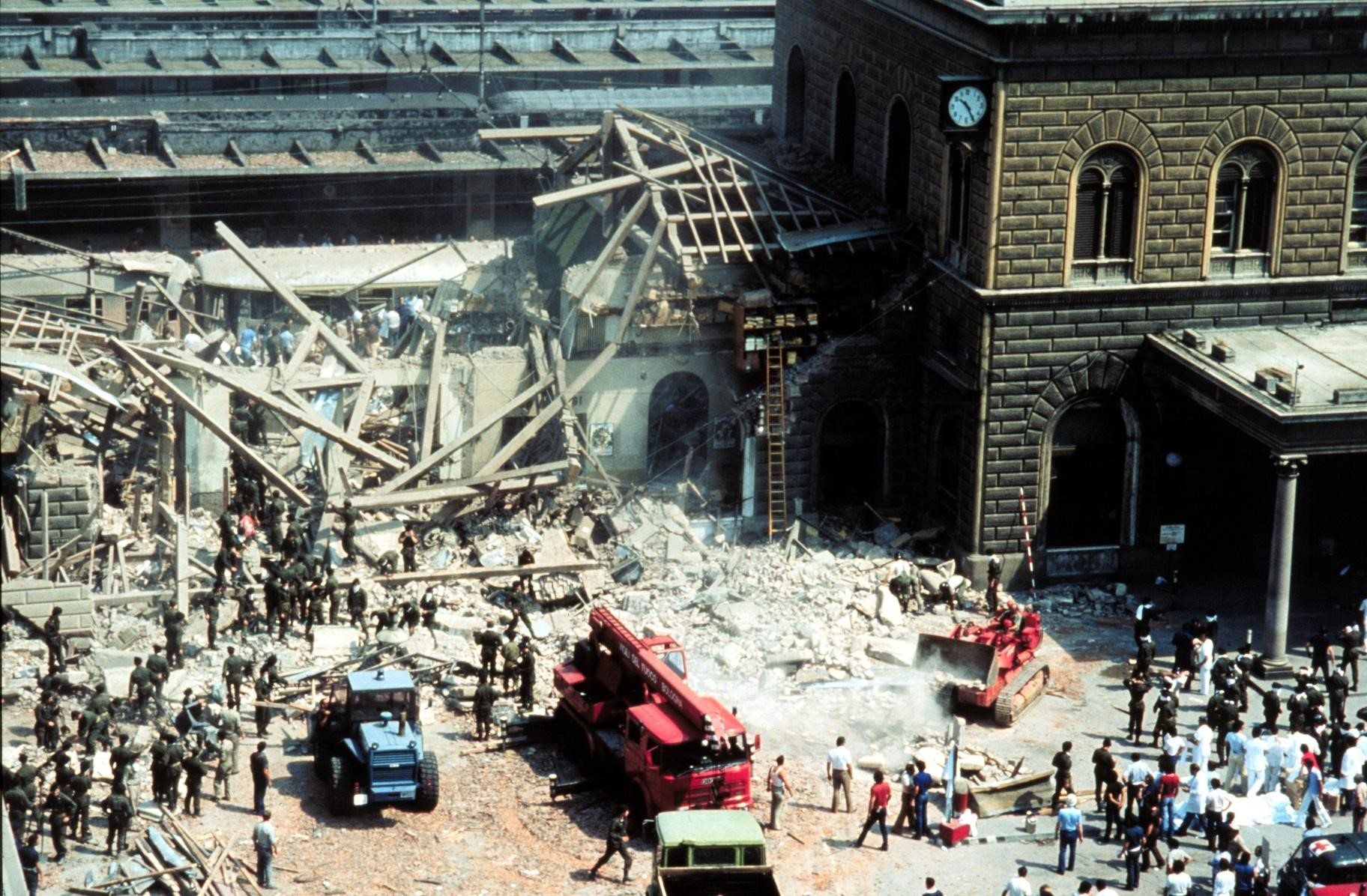
Hauptbahnhof Bologna

- Atlantik: Die Atlantische Hurrikansaison 1980 beginnt, als sich das Tiefdruckgebiet Allen mehr als 2.000 km östlich der Inseln über dem Winde zum Tropischen Sturm verstärkt.[3]
- Bologna/Italien: Von unbekannten Tätern wird eine Zeitbombe im Hauptbahnhof der Stadt deponiert. Sie zündet 10.35 Uhr, fordert 85 Todesopfer und verletzt mindestens 200 weitere Personen.[4]

### Sonntag, 3. August 1980

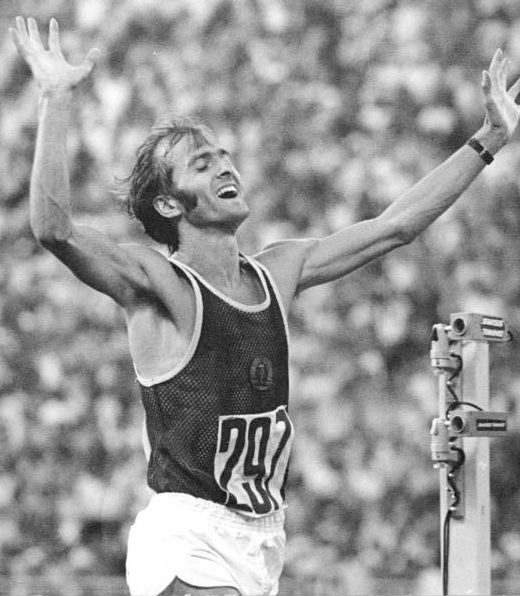
Waldemar Cierpinski ist Olympiasieger im Marathonlauf der Männer

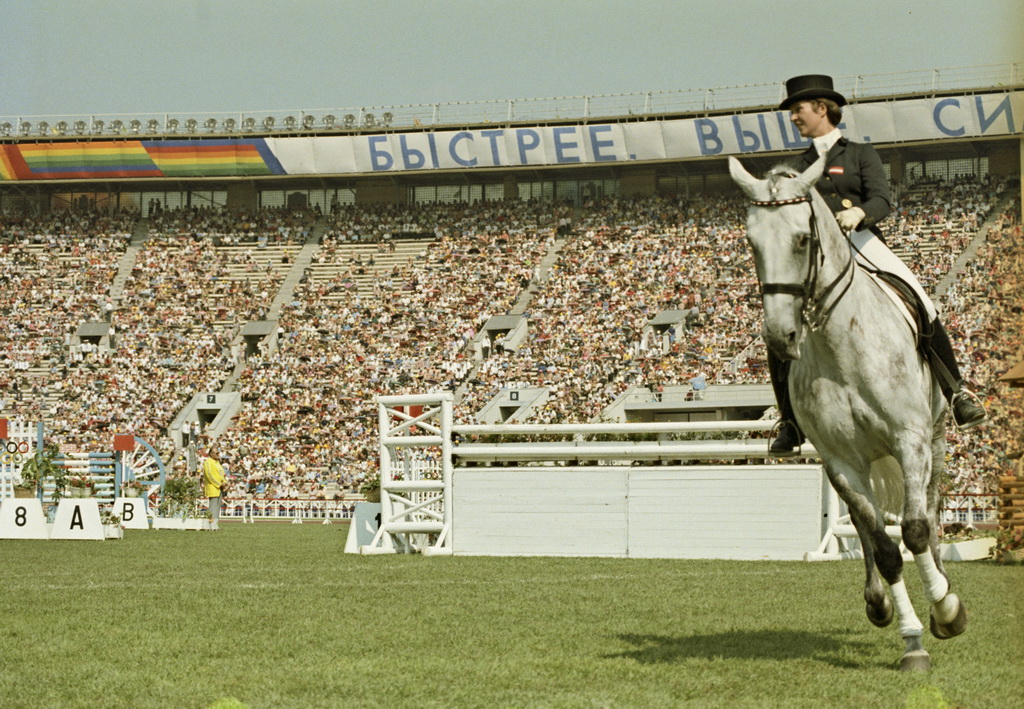
Sissy Max-Theurer ist Dressur-Olympiasiegerin

- Moskau/Sowjetunion: Die Olympischen Sommerspiele enden mit der traditionellen Abschlussfeier. Die erfolgreichste Nation ist die Sowjetunion mit 195 Medaillen. 126 Medaillen gehen in die DDR, vier nach Österreich, zwei in die Schweiz. Die Bundesrepublik Deutschland entsandte wie einige andere Staaten keine Athleten zu den Wettkämpfen.[5]

### Montag, 4. August 1980
- Berlin/Deutschland: Die Hör+Lies Verlag GmbH veröffentlicht unter dem Label „Kiosk“ die erste Folge der Reihe Eene meene Hexerei mit dem Titel „Können Blocksbergs hexen?“ Die Protagonistin Bibi Blocksberg ist eine 13-jährige vorbildlich soziale Hexe mit einem ausgeprägten Sinn für Gerechtigkeit.[6]
- New York/Vereinigte Staaten: Die Zeitung The New York Times zitiert den Polizeichef der italienischen Stadt Bologna mit den Worten, dass die rechtsextreme Szene im Fokus der Ermittlungen zum Bombenanschlag auf den Hauptbahnhof von Bologna vor zwei Tagen stehen wird.[7]

### Donnerstag, 7. August 1980

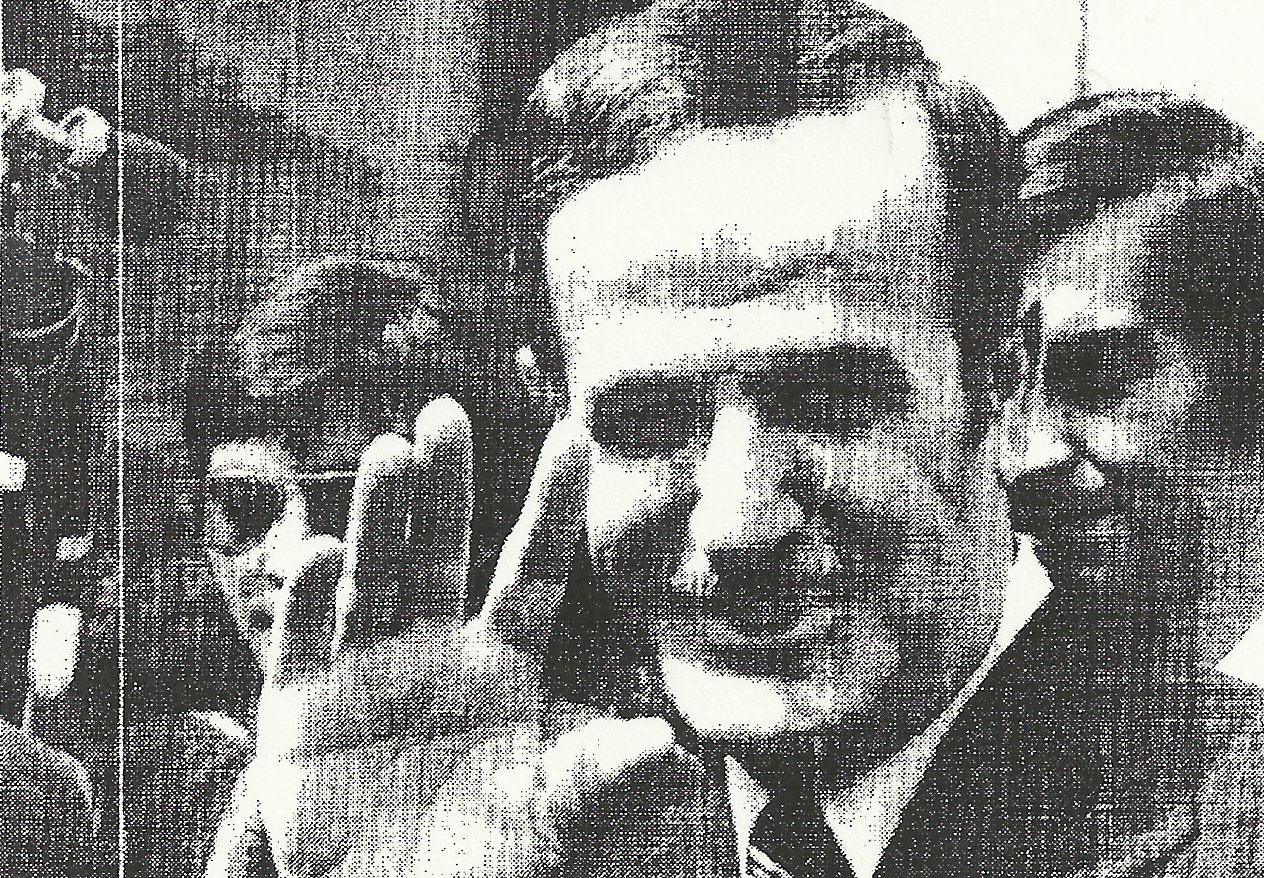
Hafiz al-Assad

- Damaskus/Syrien: Die Regierung unter Hafiz al-Assad stellt die Mitgliedschaft in der Muslimbrüderschaft unter Todesstrafe.[8]

### Sonntag, 10. August 1980
- München/Deutschland: Der „Bär von der Weinstraße“ Gregor Braun gewinnt das Rad-Etappenrennen Deutschland-Rundfahrt 1980, den Nachfolge-Wettbewerb der im Vorjahr begründeten Internationalen Vitamalz-Rundfahrt.[9]
- Südamerika: Die Zentrallinie einer ringförmigen Sonnenfinsternis zieht über Peru, Bolivien, Paraguay und Brasilien. Über 2.000 km westlich der Galapagos-Inseln liegt der Punkt im Pazifik, von dem aus mit 203 Sekunden die längste Bedeckung der Sonne durch den Mond beobachtet werden kann.[10]

### Dienstag, 12. August 1980
- Montevideo/Uruguay: Elf Mitgliedstaaten der Lateinamerikanischen Freihandelszone unterzeichnen den Vertrag von Montevideo zur Gründung der Lateinamerikanischen Integrationsvereinigung, um zwischenstaatliche Abkommen zu ermöglichen, die die wirtschaftliche Integration der Region forcieren.[11]

### Mittwoch, 13. August 1980
- Paramaribo/Suriname: Leutnant Desiré Bouterse putscht mit Hilfe der Streitkräfte Surinames gegen Staatspräsident Johan Ferrier, der von 1968 bis 1975 Gouverneur von Suriname und von dessen Unabhängigkeit bis heute Staatsoberhaupt des südamerikanischen Landes war. Bouterse führte bereits den erfolgreichen Putsch gegen die Regierung von Henck A. E. Arron im Februar an.[12]

### Donnerstag, 14. August 1980

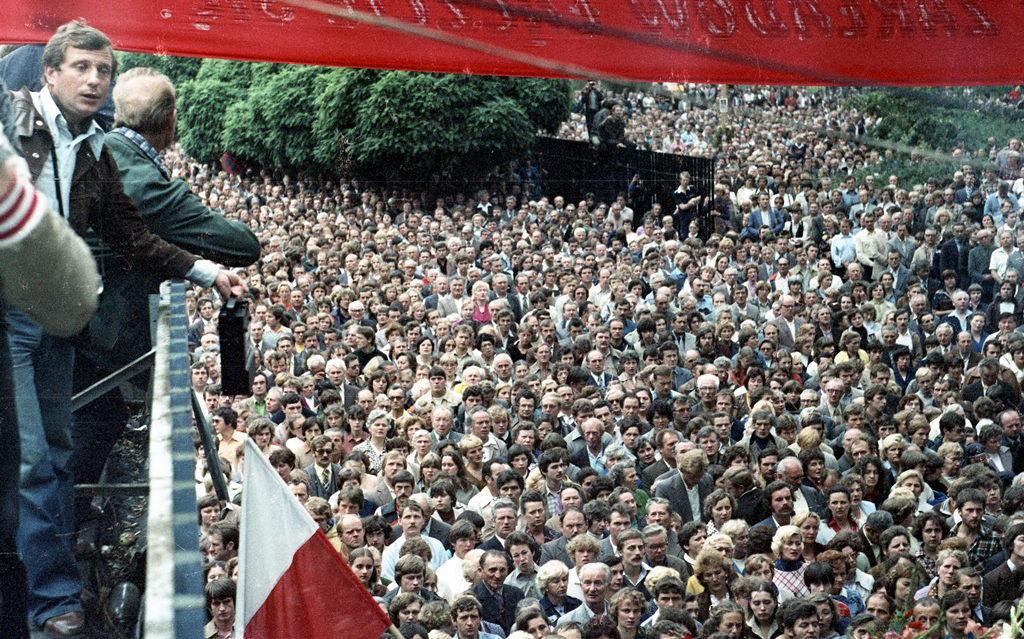
Streikende Arbeiter in Danzig

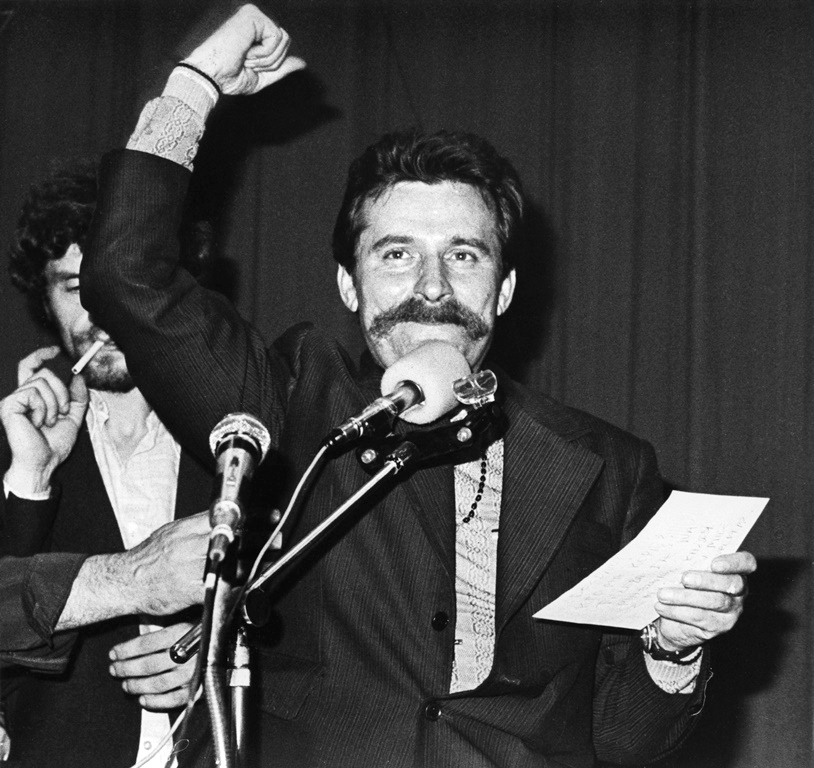
Lech Wałęsa

- Gdańsk/Polen: Das staatlich nicht anerkannte „Komitee zur Verteidigung der Arbeiter“ unter Führung von Bogdan Borusewicz wirbt in der Leninwerft ab den frühen Morgenstunden für einen Streik. Gegen 7.00 Uhr beteiligen sich daran bereits um die 2.000 Arbeiter, obwohl das Arbeitsrecht der Volksrepublik keine legalen Streiks kennt. Später dringt der vom Staat verfolgte Elektriker Lech Wałęsa in die Werft ein und übernimmt die Führung des Streiks, dem sich letztlich rund 17.000 Arbeiter anschließen. Gefordert wird u. a. die Freilassung der Kranführerin Anna Walentynowicz, einer Symbolfigur des Aufstands von 1970.[13]
- New York/Vereinigte Staaten: Die Demokratische Partei nominiert den amtierenden US-Präsidenten Jimmy Carter zu ihrem Kandidaten bei der Präsidentschaftswahl im November. Carters innerparteilicher Herausforderer Senator Edward Kennedy, Bruder des ehemaligen US-Präsidenten John F. Kennedy, zog seine Kandidatur kurz zuvor zurück.[14]

### Mittwoch, 20. August 1980
- New York/Vereinigte Staaten: Der Sicherheitsrat der Vereinten Nationen (UN) erklärt in seiner Resolution 478 das von Israel erlassene Jerusalemgesetz für gegenstandslos. Die Besetzung Ost-Jerusalems verstoße gegen internationale Vereinbarungen. Der Rat verlangt von den 13 UN-Mitgliedstaaten, die eine Botschaft in Jerusalem unterhalten, ihre diplomatische Vertretung auf Dauer aus der Stadt abzuziehen.[15]

### Sonntag, 24. August 1980
- Adenau/Deutschland: Der deutsche Motorradrennfahrer Toni Mang gewinnt den Weltmeistertitel in der 250-cm³-Klasse.
- Warschau/Polen: Der erst seit Februar amtierende Ministerpräsident Edward Babiuch von der Vereinigten Arbeiterpartei (PZPR) tritt zurück. Neuer Ministerpräsident wird der Wirtschaftswissenschaftler Józef Pińkowski (PZPR).[16]

### Montag, 25. August 1980
- New York/Vereinigte Staaten: Die Vereinten Nationen nehmen Simbabwe als neues Mitglied auf.[17]

### Dienstag, 26. August 1980
- Bonn/Deutschland: Das Bundesministerium für Verkehr genehmigt den Bau des letzten Teilstücks der Eisenbahn-Schnellfahrstrecke Hannover–Würzburg. Sie ist mit 327 km das längste zusammenhängende Neubauprojekt der Deutschen Bundesbahn.[18]

### Donnerstag, 28. August 1980
- Aberdeen/Vereinigtes Königreich: John Mallard von der Universität Aberdeen und sein Team führen den ersten klinischen Magnetresonanztomographie-Scan des gesamten Körpers, vom Hals abwärts, durch. Die Untersuchung offenbart einen Krebs-Tumor in der Brust des Patienten sowie den Befall der Knochen.[19]
- Amman/Jordanien: Mudar Badran löst Kassim al-Rimawi als Ministerpräsident von Jordanien ab. Für Badran ist es die zweite Amtsperiode.[20]

### Freitag, 29. August 1980
- Moskau/Sowjetunion: Das Stadtgericht verurteilt Tatjana Welikanowa von der „Initiativgruppe zur Verteidigung der Menschenrechte in der UdSSR“ zu vier Jahren Lagerhaft in Mordwinien. Welikanowa war Co-Herausgeberin des Bulletins „Chronik der laufenden Ereignisse“, in dem unter Umgehung der staatlichen Zensur Begebenheiten aus dem sowjetischen Alltag verbreitet wurden und das bis 1979 erschien, trotz eines Verbots aus dem Jahre 1973.[21]

### Sonntag, 31. August 1980

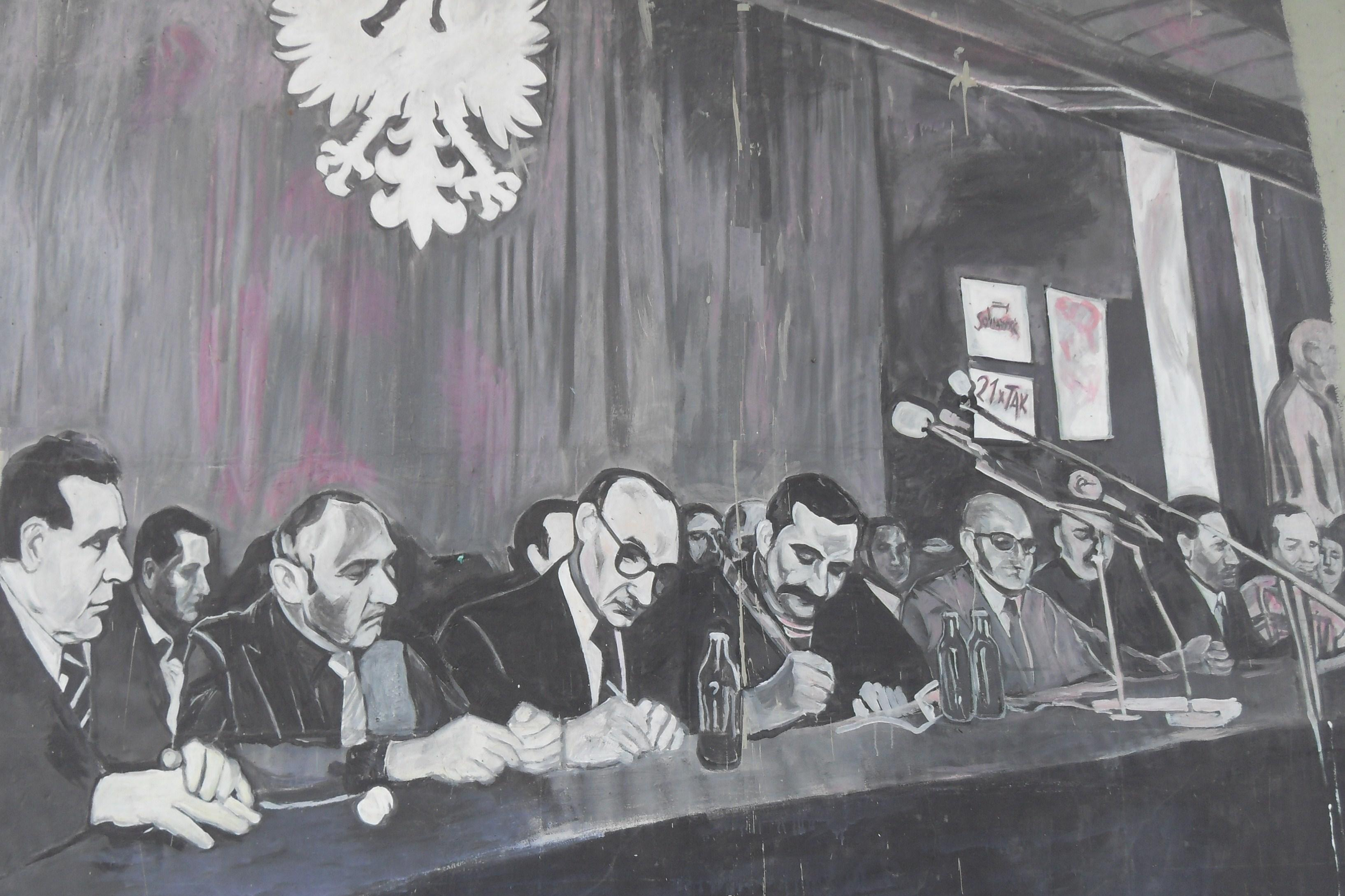
Unterzeichnung der Übereinkunft über freie Gewerkschaften in Polen (künstlerische Darstellung)

- Gdańsk/Polen: Über zwei Wochen nach dem Beginn des Streiks auf der Leninwerft, der eine landesweite Streikwelle begünstigte, vereinbart der Regierungsausschuss der Vereinigten Arbeiterpartei mit dem Zwischenbetrieblichen Streikkomitee unter Führung des ehemaligen Werft-Angestellten Lech Wałęsa die Zulässigkeit von Gewerkschaften auch ohne Regulierung durch den Staat. Damit verzichtet erstmals eine Staatsführung im sozialistischen „Ostblock“ darauf, alle Massenorganisationen in ihrem Land zu kontrollieren und zu steuern.[22]

## Weblinks

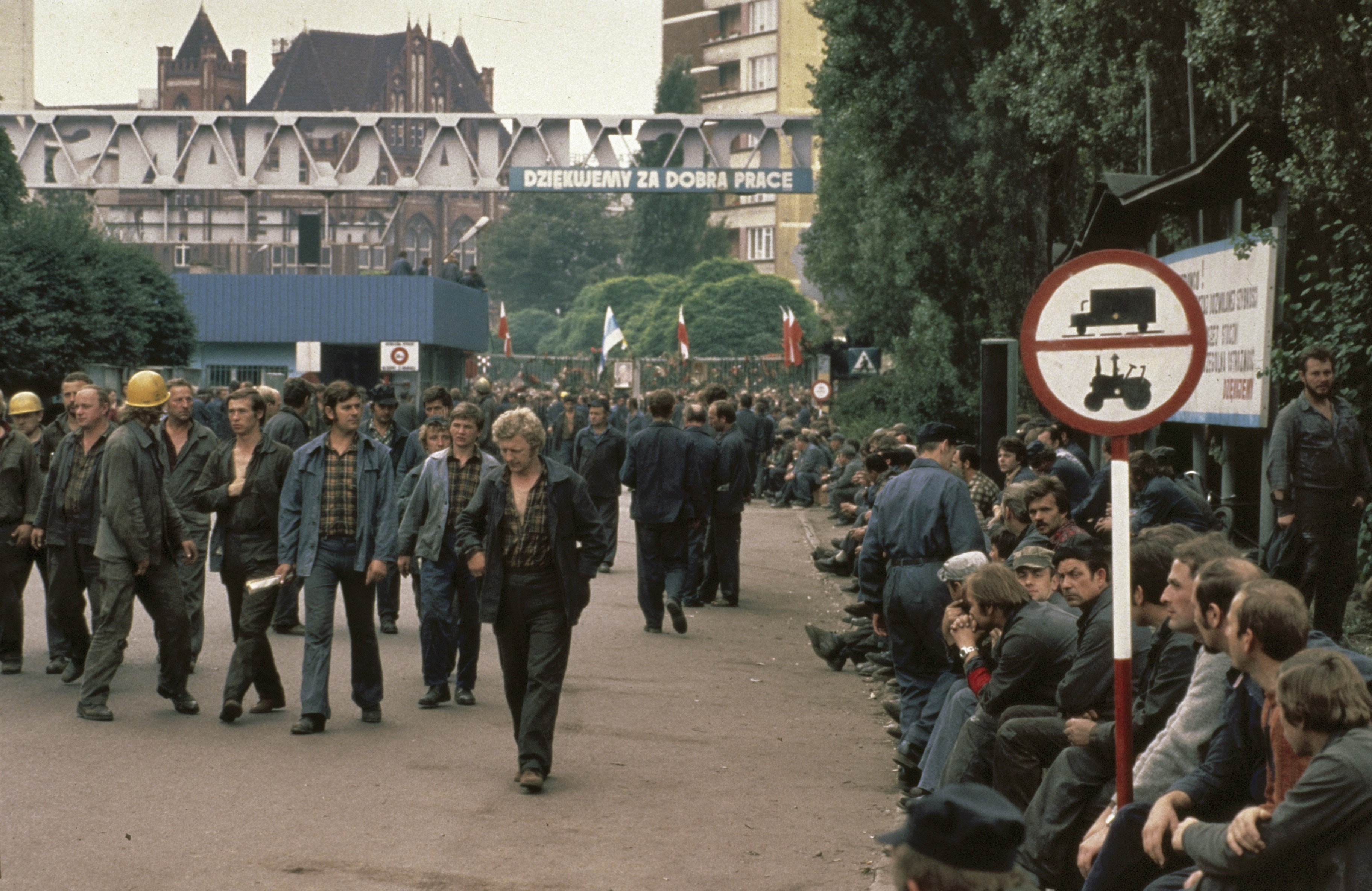
Gdańsk im August 1980